# Convent de Sant Doménec (Oriola)
El convent de Sant Doménec d'Oriola, conegut també com a Col·legi del Patriarca Lloaces, Col·legi Diocesà de Sant Doménec i sobrenomenat com L'Escorial de Llevant, és un edifici monumental d'estils gòtic, renaixentista, barroc i rococó del segle xvi fundat pel cardenal Lloaces a l'aleshores zona perifèrica de la ciutat d'Oriola, al sud del País Valencià.
Amb més de 18.000 metres quadrats, el convent de Sant Doménec és el Monument Nacional més gran de tot el País Valencià i més representatiu de l'antic Regne de València. Destaquen els seus dos claustres d'estils renaixentista i barroc, la seua església barroca luxosament decorada, la seua torre característica per la seua decoració i colorit i les seues façanes amb grans portades.
Al seu interior conserva nombroses obres pictòriques d'autors com Antonio de Villanueva, Pedro Camacho Felizes, Bartolomé Albert, Nicolau Borràs, etcètera, així com, durant un temps, l'obra Temptació de Sant Tomàs d'Aquino, una de les poques obres de Velázquez conservades fora del Museu del Prado, que actualment es troba al Museu Diocesà d'Oriola i que va ser un regal als dominics.
Després d'haver albergat la primera Biblioteca Pública Nacional d'Espanya, fundada al segle xvi (actual Biblioteca Ferran de Lloaces), ser convent de l'Orde dominic i albergar durant prop de tres segles l'extinta Universitat d'Oriola, actualment és la seu del Col·legi Diocesà de Sant Doménec, un col·legi privat-concertat que ofereix estudis d'Educació Infantil, Educació Primària Obligatòria, Educació Secundària Obligatòria i Batxillerat.

## Història

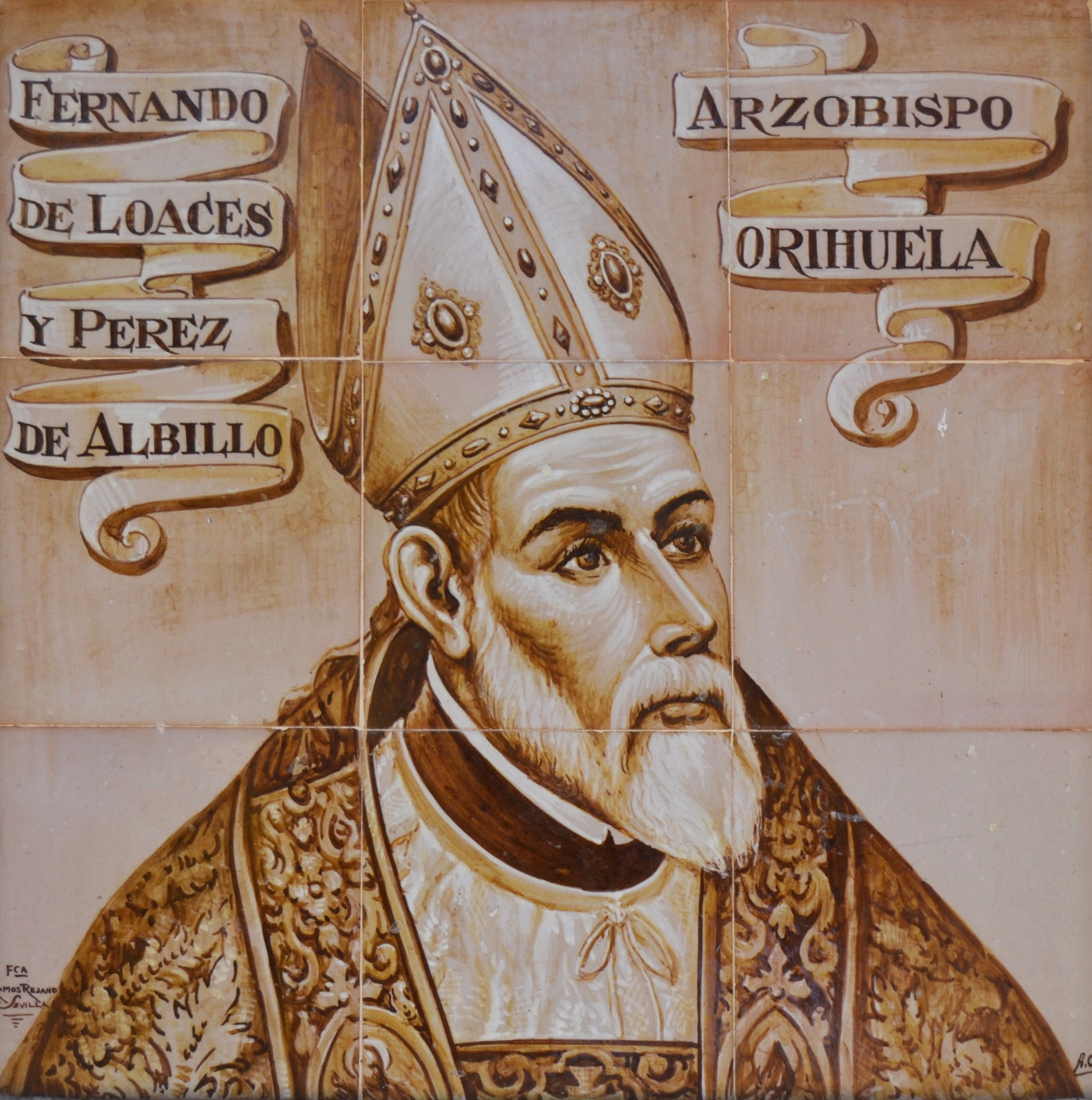
Cardenal Lloaces, fundador de la universitat.

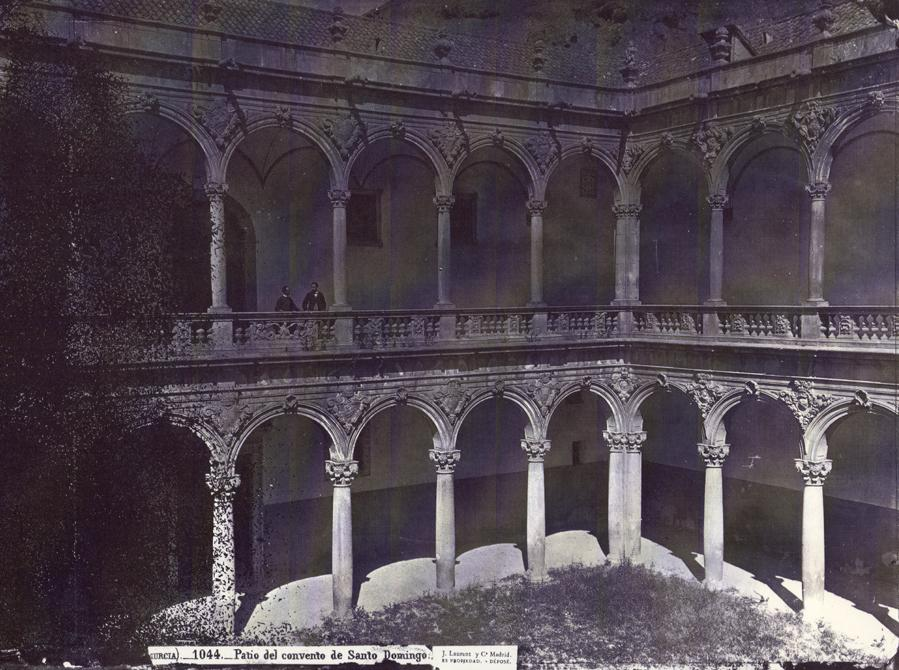
Claustre de la Universitat en 1870.

El Convent de Sant Doménec té el seu origen en l'ermita de La Mare de Déu del Socors, lloc en el qual l'any 1512 es va instal·lar l'Ordre dels Dominics. L'any 1546 Ferran de Lloaces, patriarca d'Antioquia i bisbe de Lleida en aquell moment, va decidir fundar a Oriola, ciutat en què va nàixer, un Estudi General sota la direcció dels dominics. La idea inicial era que en aquest estudi s'impartiren les cinc facultats clàssiques: arts, cànons, dret, medicina i teologia.
Després d'aconseguir el 1552 la butla papal atorgada per Juli III, en la qual es convertia en col·legi pontifici, l'any 1553 van començar les obres del convent sota la direcció de Juan Inglés. No obstant això, les obres no eren acabades quan va morir el cardenal Lloaces.
El 1569 el papa ius V va concedir al Col·legi la categoria d'Universitat Pública, fet que la va igualar a les universitats de Salamanca, Alcalá de Henares i València.
Fins a 1610 no va ser inaugurat com a Estudi General i no va ser fins a l'any 1646 quan les obres van finalitzar i el rei Felip IV la va declarar universitat Règia, General i Pública, malgrat les pressions que va tindre de la Universitat de València, que volia per a ella aquesta declaració i no per a Oriola. D'aquesta manera, es va constituir l'única universitat existent en l'arc que abastava des d'Alcalá de Henares (fundada pel cardenal Cisneros en 1512), València (fundada per Ferran el Catòlic en 1502) i Granada (fundada per Carles I en 1531).
Durant el segle xvii, en coincidència amb l'augment demogràfic i la revitalització de l'agricultura, es va viure una època daurada a la Universitat d'Oriola, només esguitada per determinats esdeveniments, com la pesta, però el seu declivi va començar després de la Guerra de Successió Espanyola, ja que les posicions polítiques oposades entre Oriola i la nova monarquia borbònica havien repercutit negativament a la universitat.
Anys després, es va decidir la clausura de la universitat oriolana pel Decret General de clausura d'Universitats, pel qual es tancaren algunes com la de Baeza, Àvila, etc. en 1818, encara que finalment la seua clausura es va postergar a l'any 1824 i novament a 1835, data definitiva a pesar dels seus tres-cents anys d'història. La clausura va ser duta a terme pel ministre Francisco Tadeo Calomarde. No obstant això, la raó real de la seua supressió va ser el fet de fer ombra a la Universitat de València, ciutat que va acollir el rei Ferran VII a la seua tornada a Espanya.
Finalment, en 1836, després de la Llei de Exclaustrament dels Ordes Religiosos i les desamortitzacions de Mendizábal, l'edifici va passar a la Diòcesi d'Oriola que, a partir de 1871, va mantindre el Col·legi de batxillerat fins a 1956, quan es va constituir el Col·legi Diocesà actual.

## Façanes

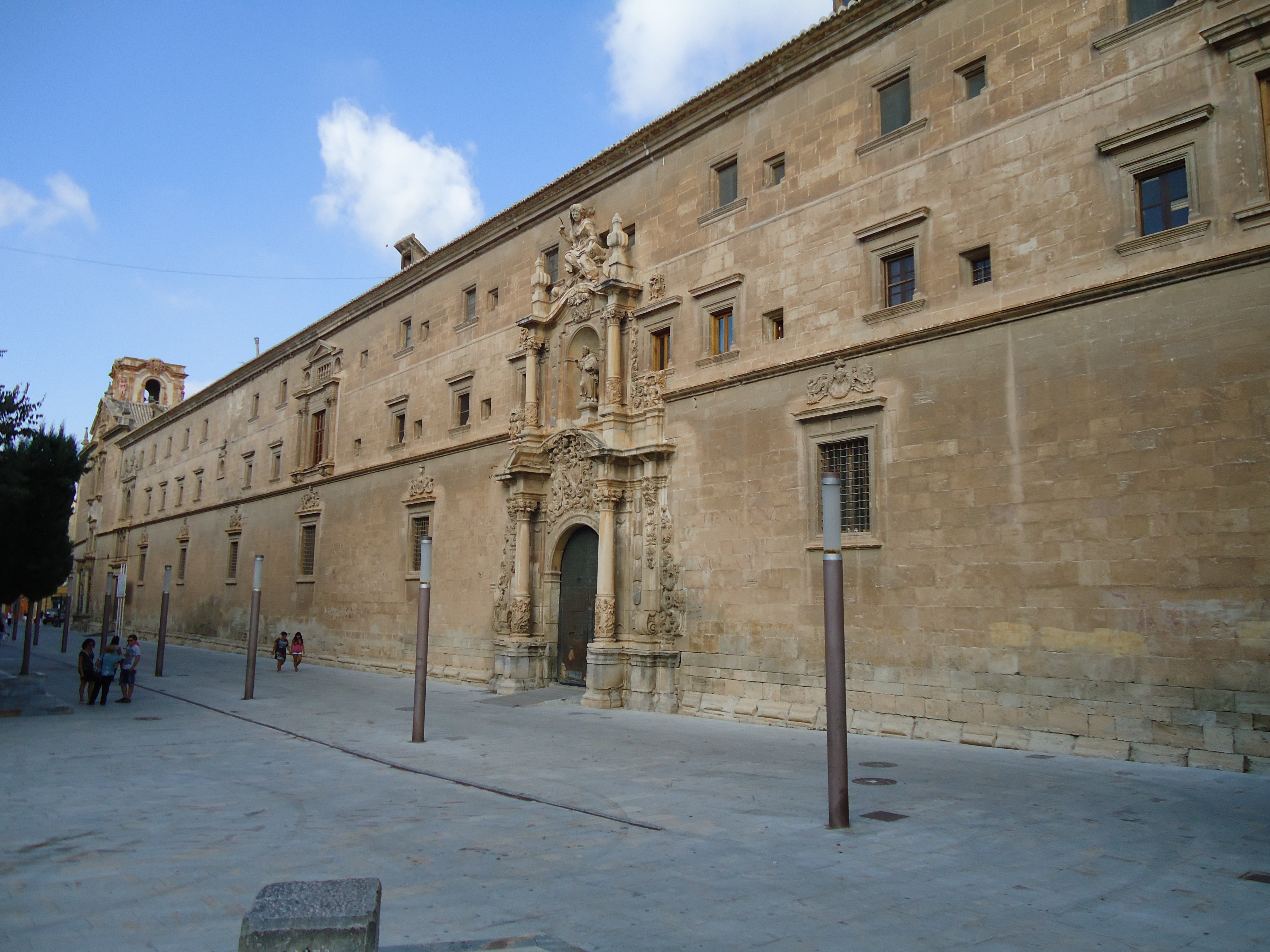
Façana principal.

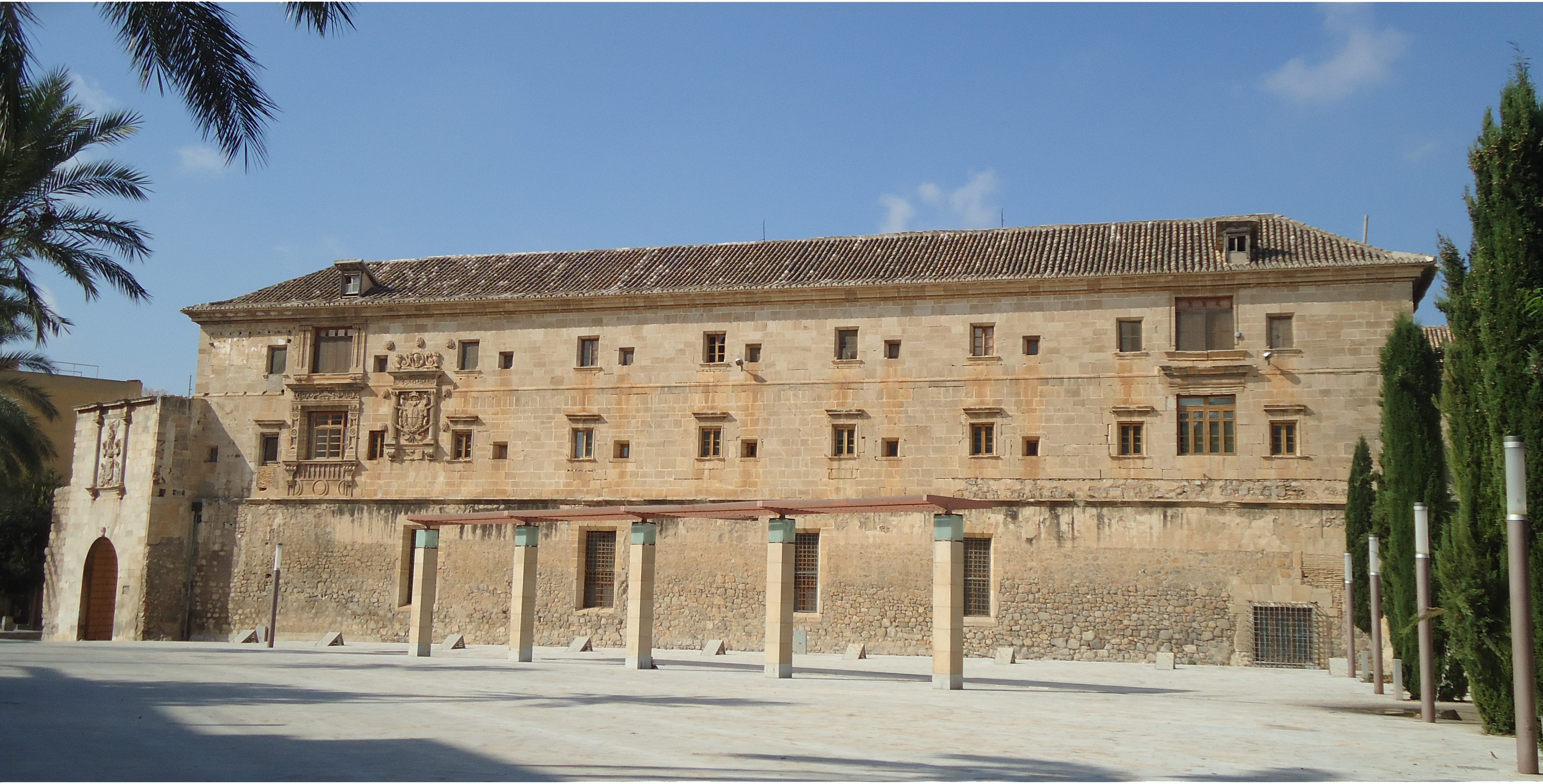
Façana lateral dreta.

El convent de Sant Doménec posseeix dos grans i imponents façanes, la principal i la lateral dreta, marcades per la seua horitzontalitat, interrompuda pels seus grans finestrals. Destaquen en la seua façana principal les tres grans i luxosament llaurades portades i, en la seua façana lateral, el gran escut del patriarca d'Antioquia, Ferran de Lloaces. La façana principal, concretament en la cantonada de la part de l'església, posseeix un altre escut a petita escala, també del fundador del convent de Sant Doménec.

Cal destacar també la part lateral de l'esquerra, que confronta amb el racó hernandià, en la qual es pot apreciar la torre, la cúpula i el cimbori de l'església.

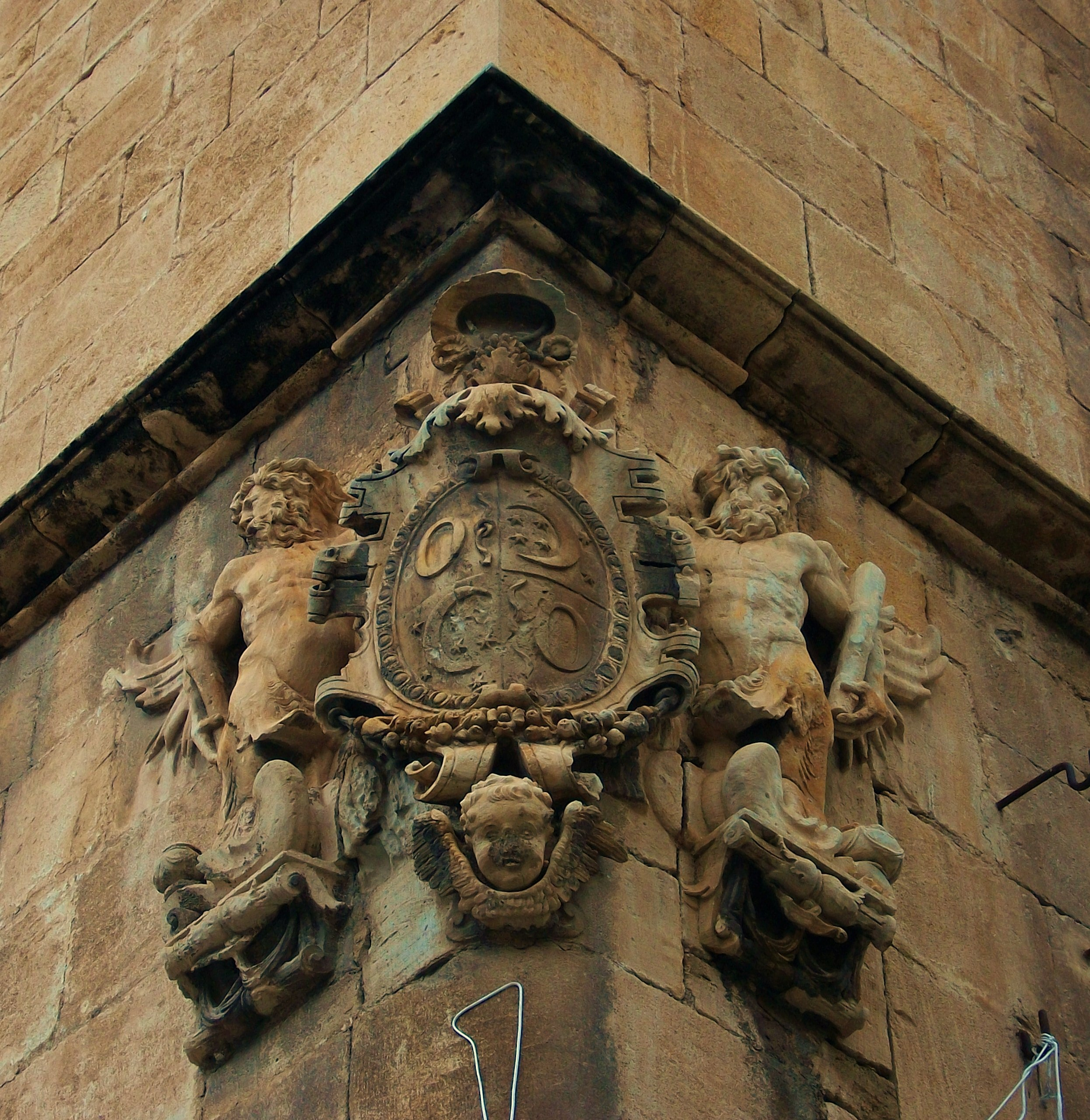
Escut del cantó.
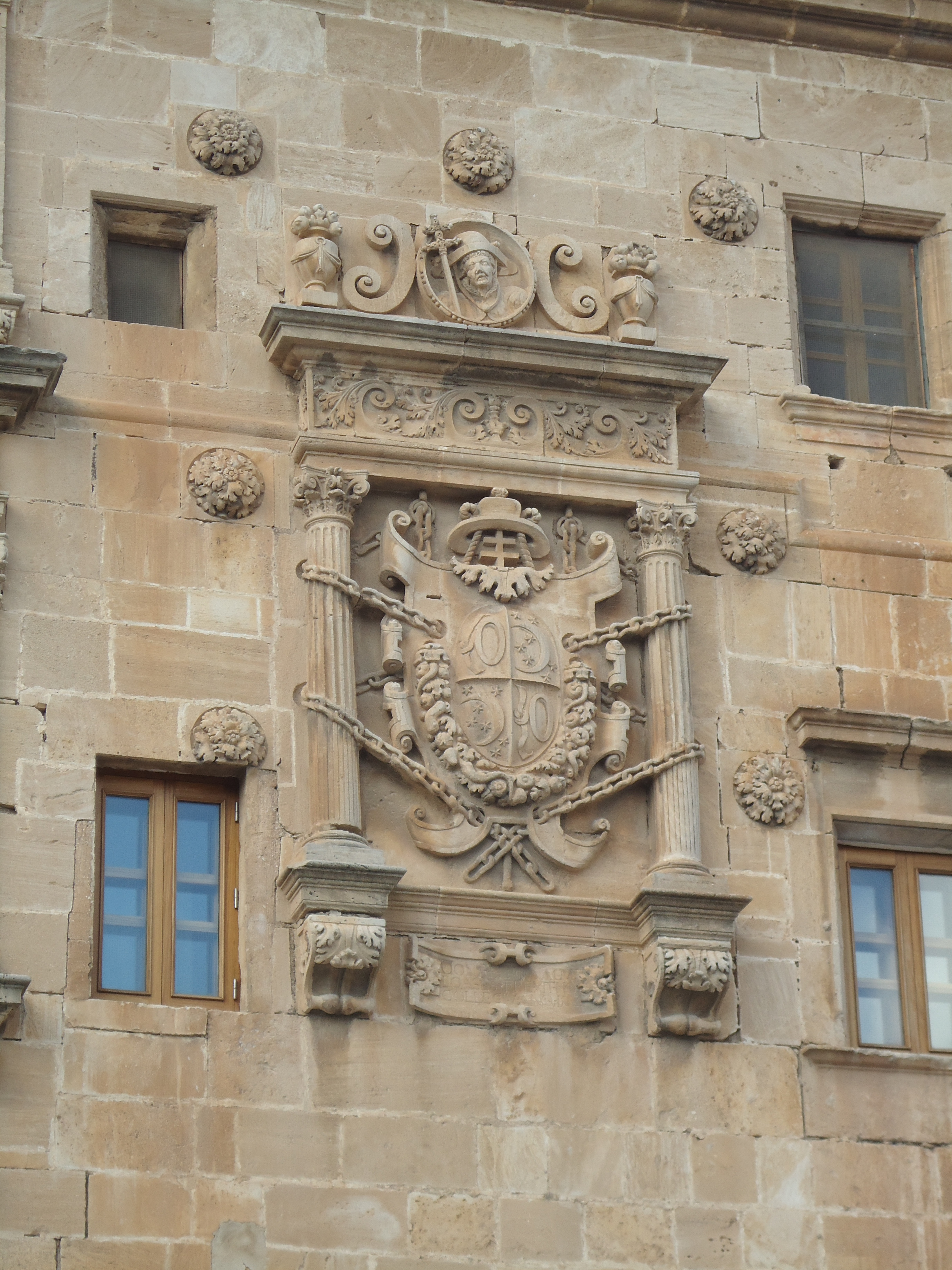
Escut lateral.
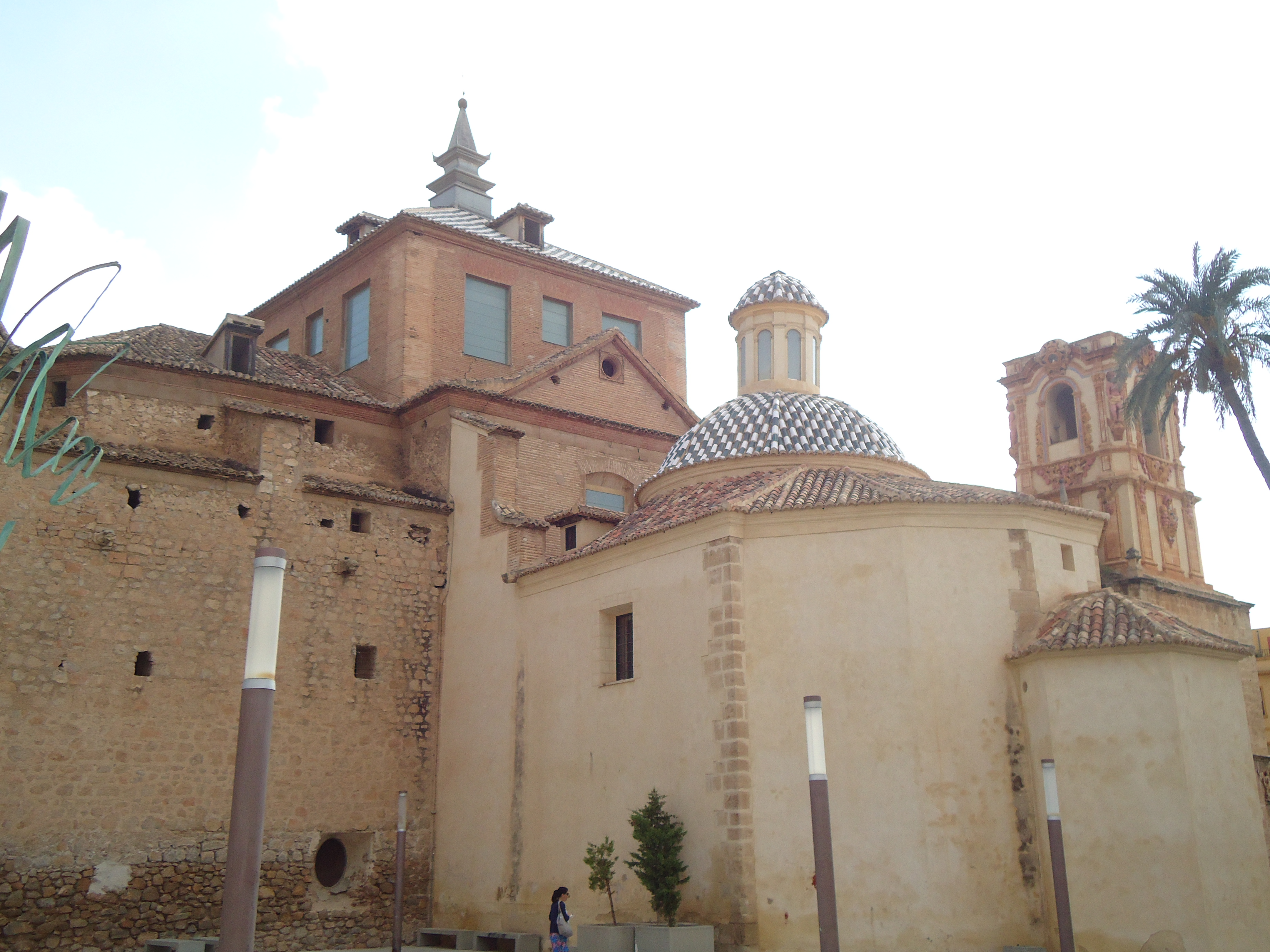
Zona colindant al Racó Hernandià.
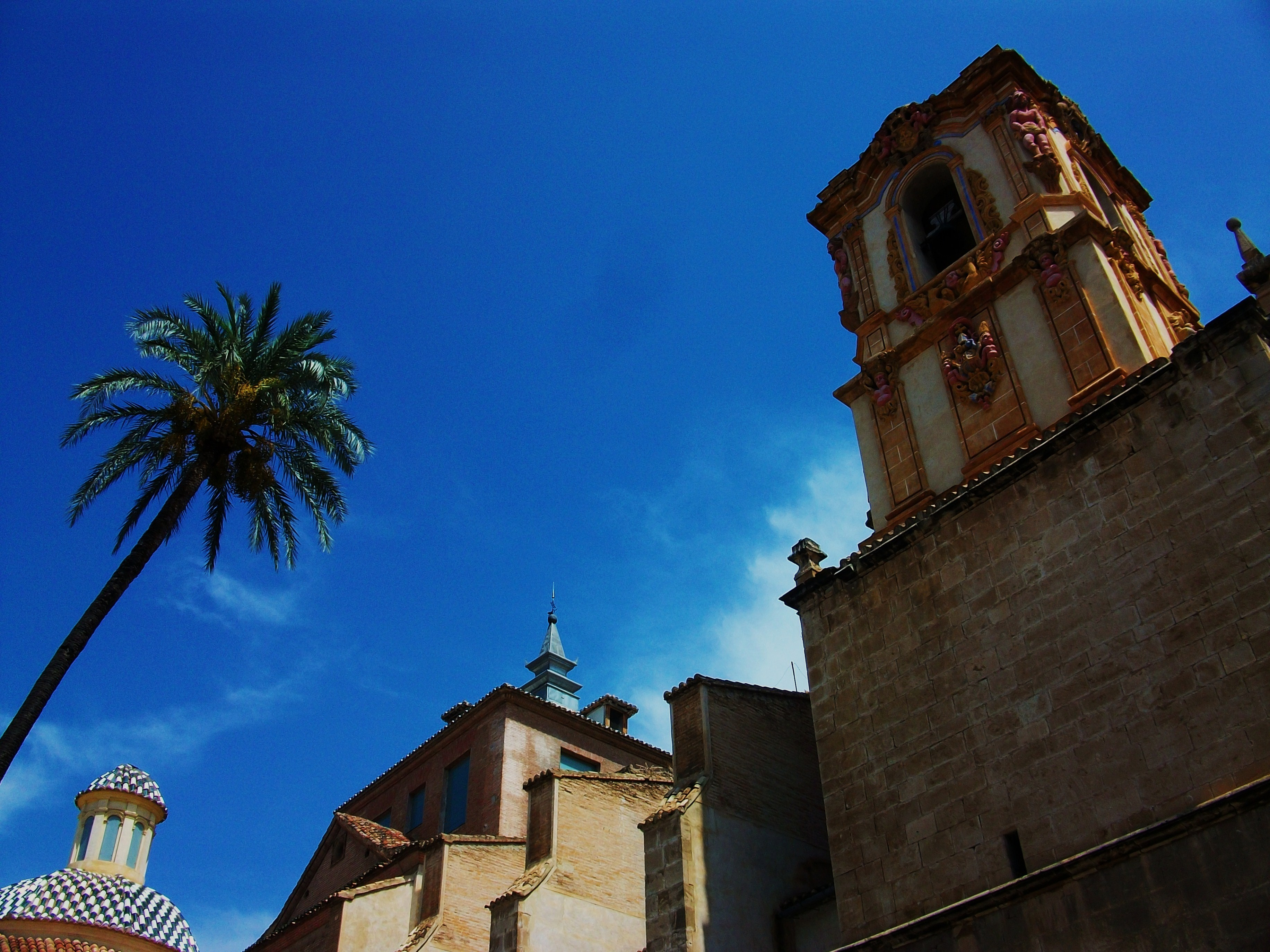
Altra vista.

### Portades
- Portada de l'Església. Obra de Juan Inglés acabada en 1561. Posseeix dos cossos amb columnes corínties rematades en un frontó.[8]

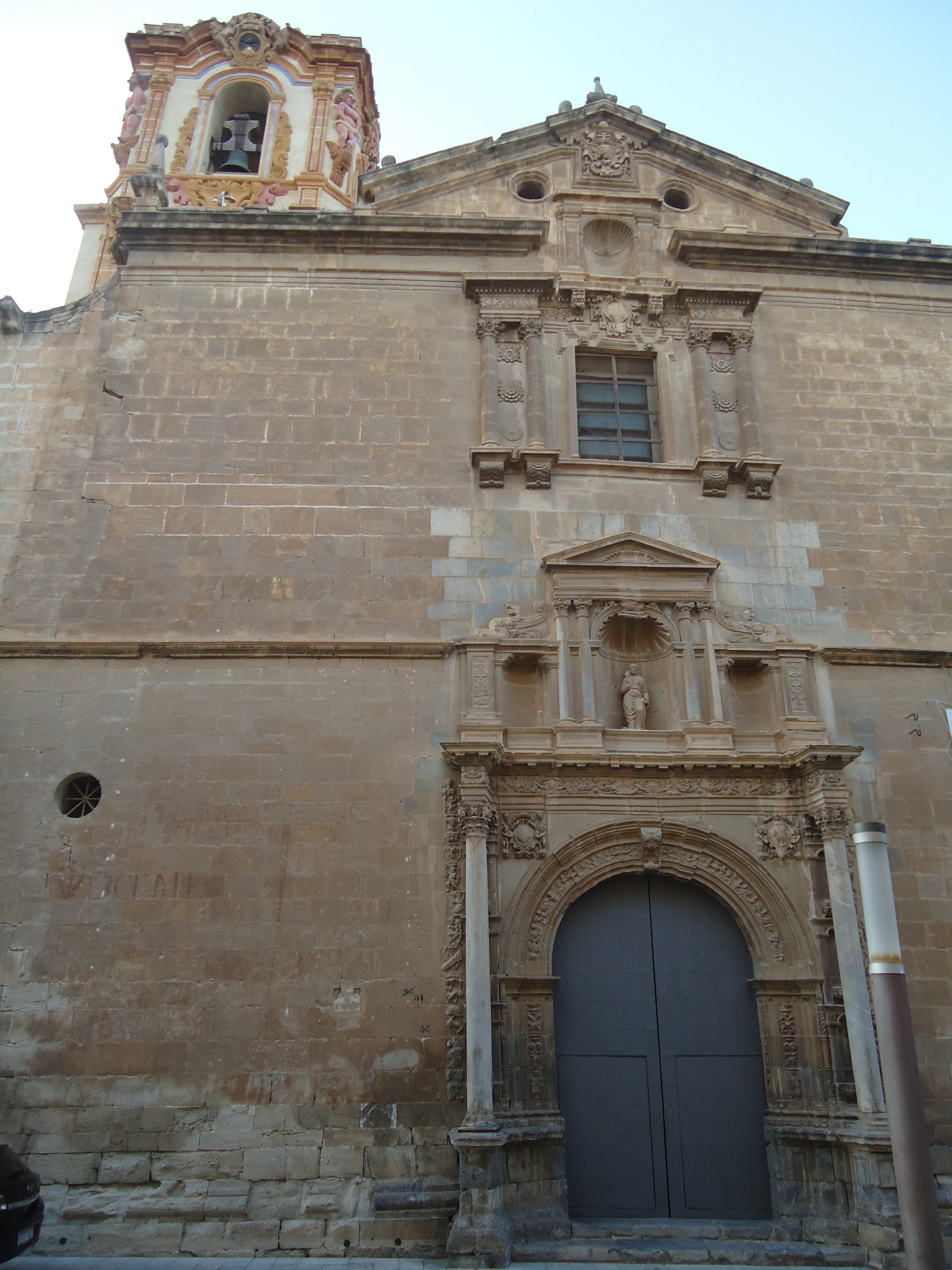
Portada de l'església.

- Portada del Convent. Format per tres cossos en els quals s'hi intercalen els tres ordres clàssics.[8]

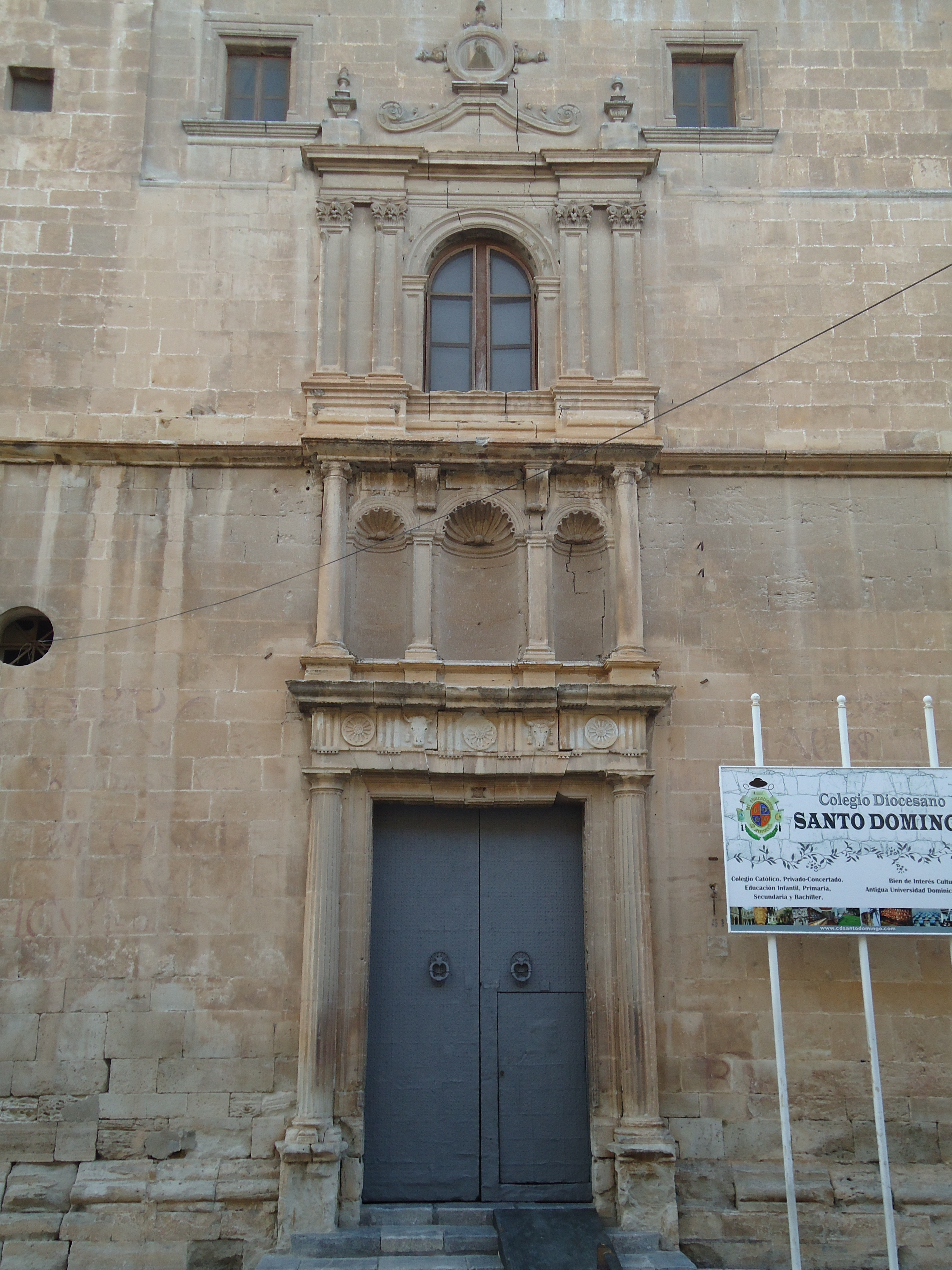
Portada del convent.
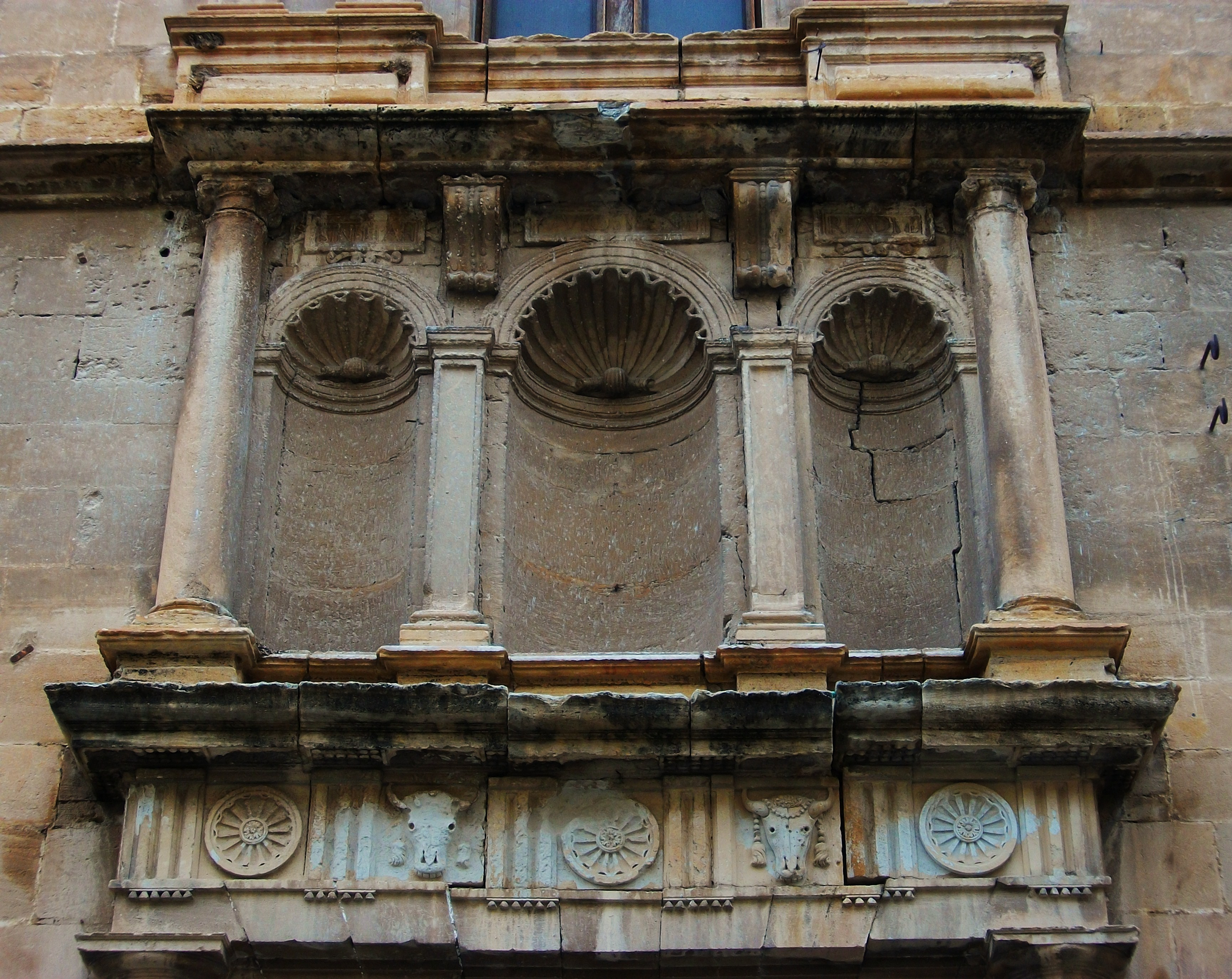
Detall superior.

- Portada de la Universitat. Obra de Pedro Juan Codoñer. Consisteix en una portada barroca de principis del segle xviii. Està formada per dos cossos rematats per una representació al·legòrica de la Saviesa.[15]

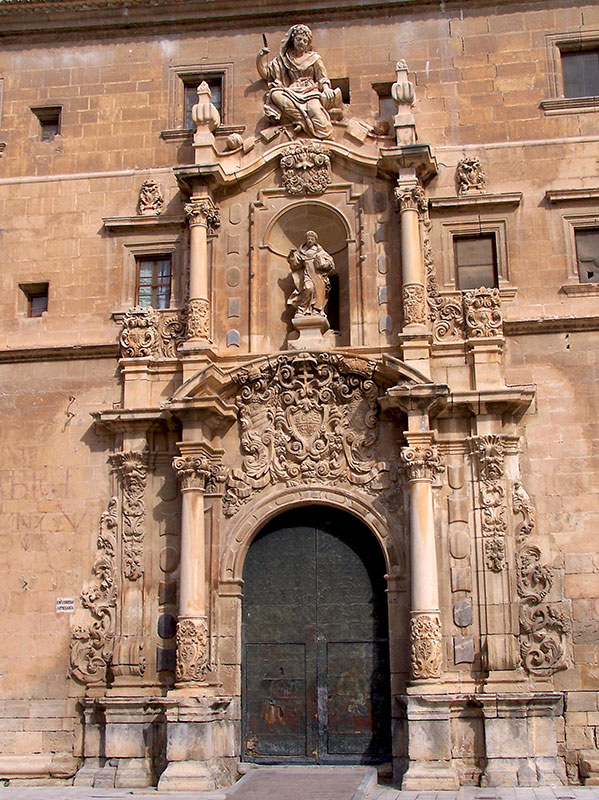
Porta de la Universitat.
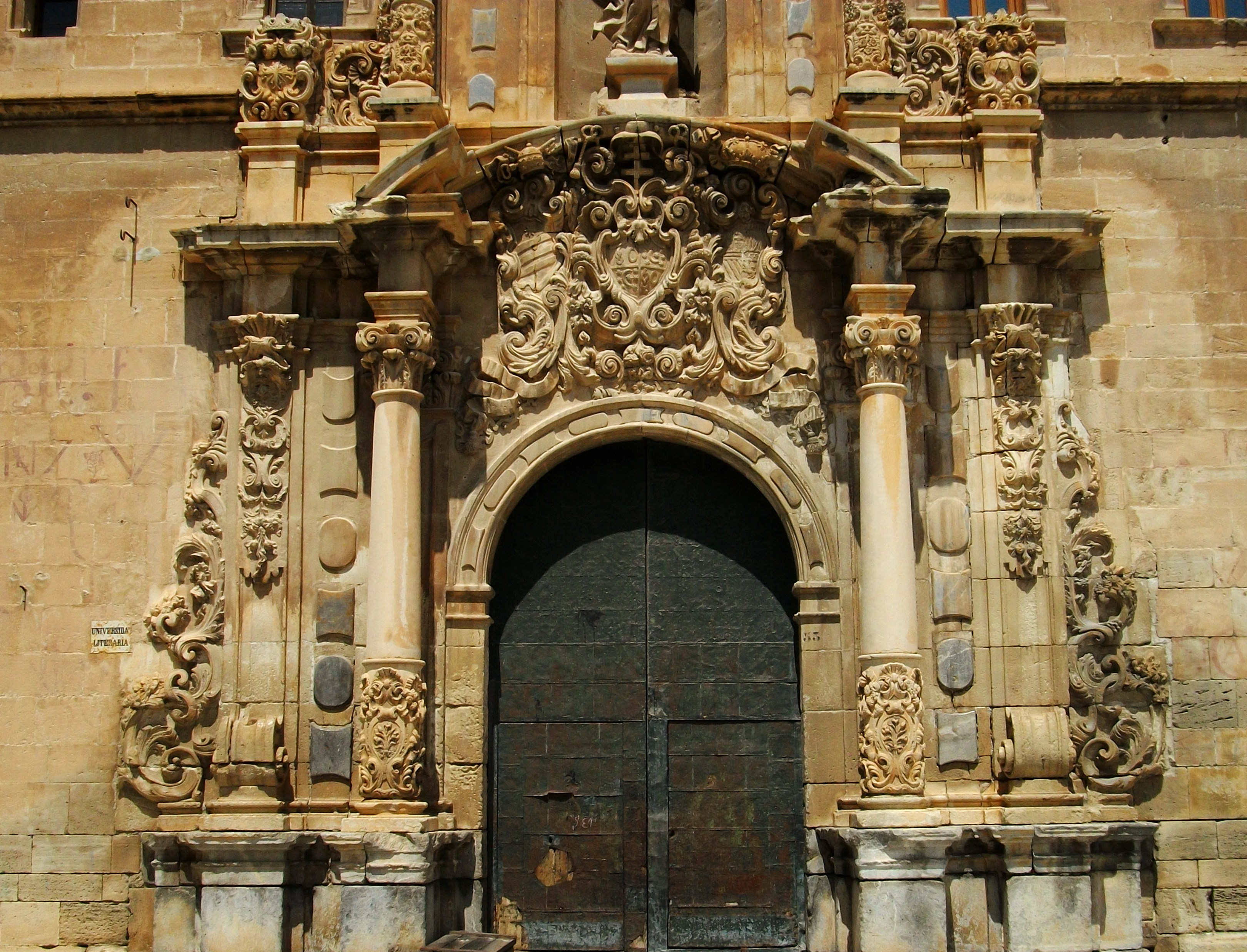
Detall de la part inferior.
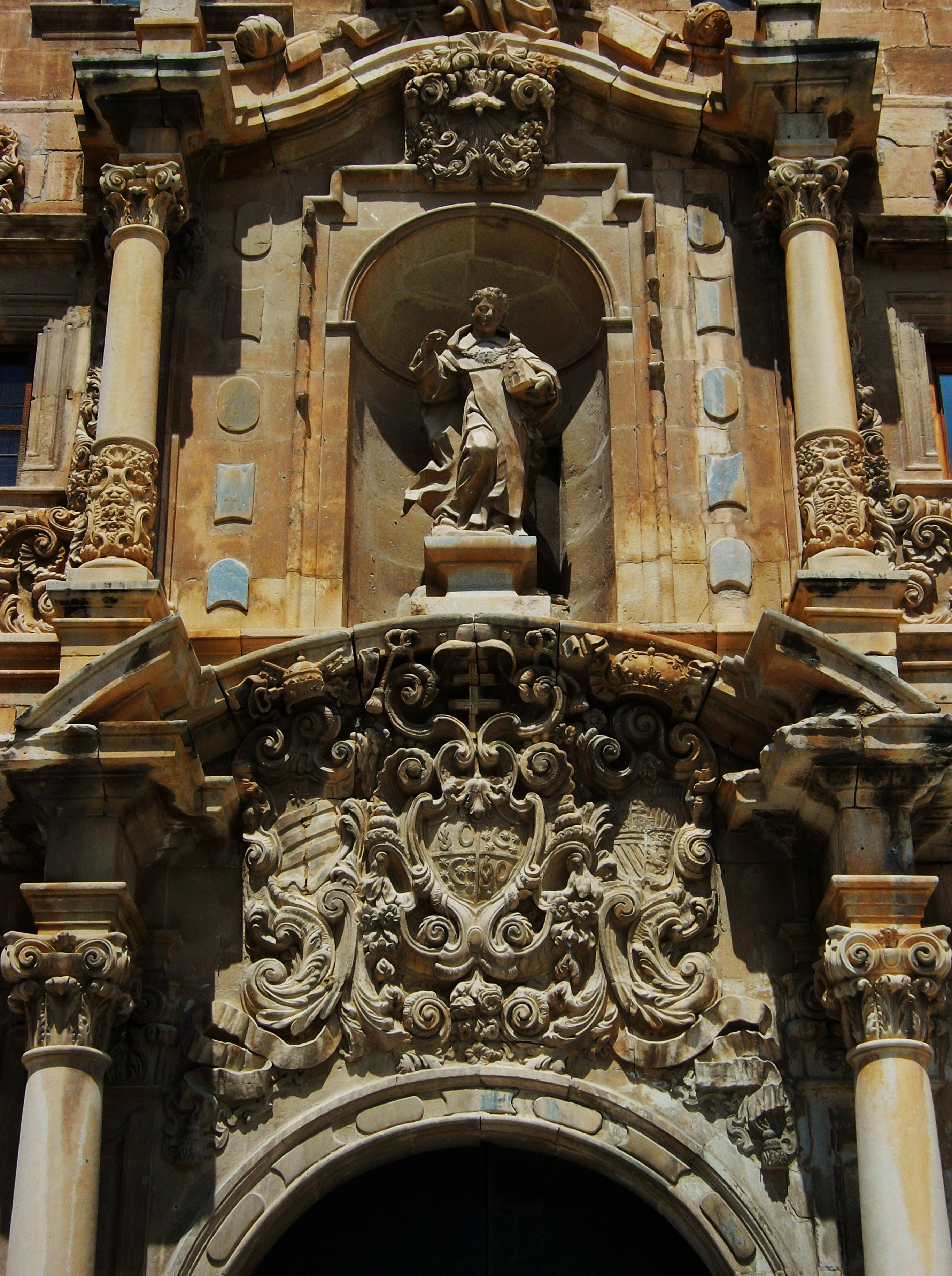
Detall central.
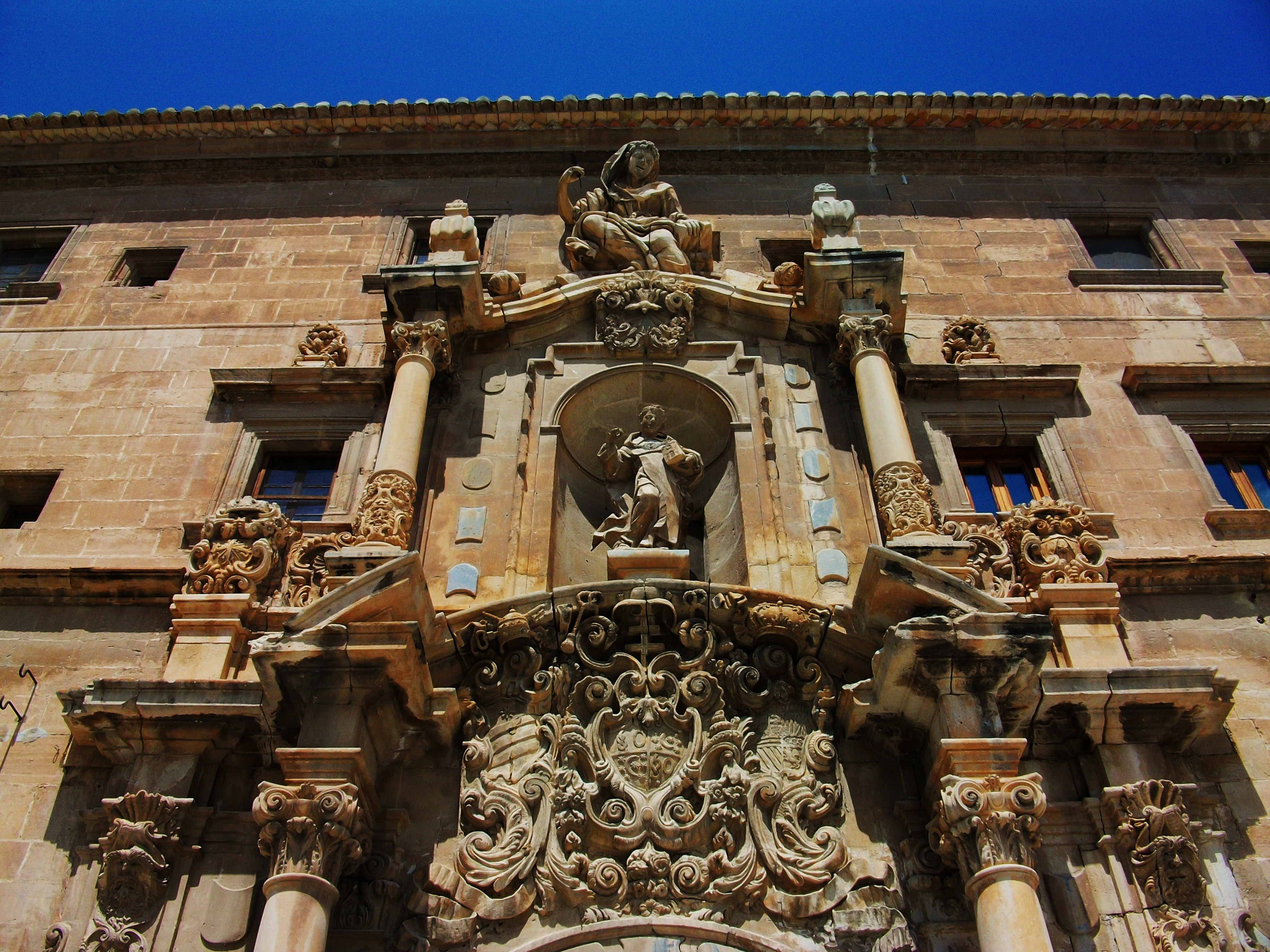
Detall superior.

## Torre

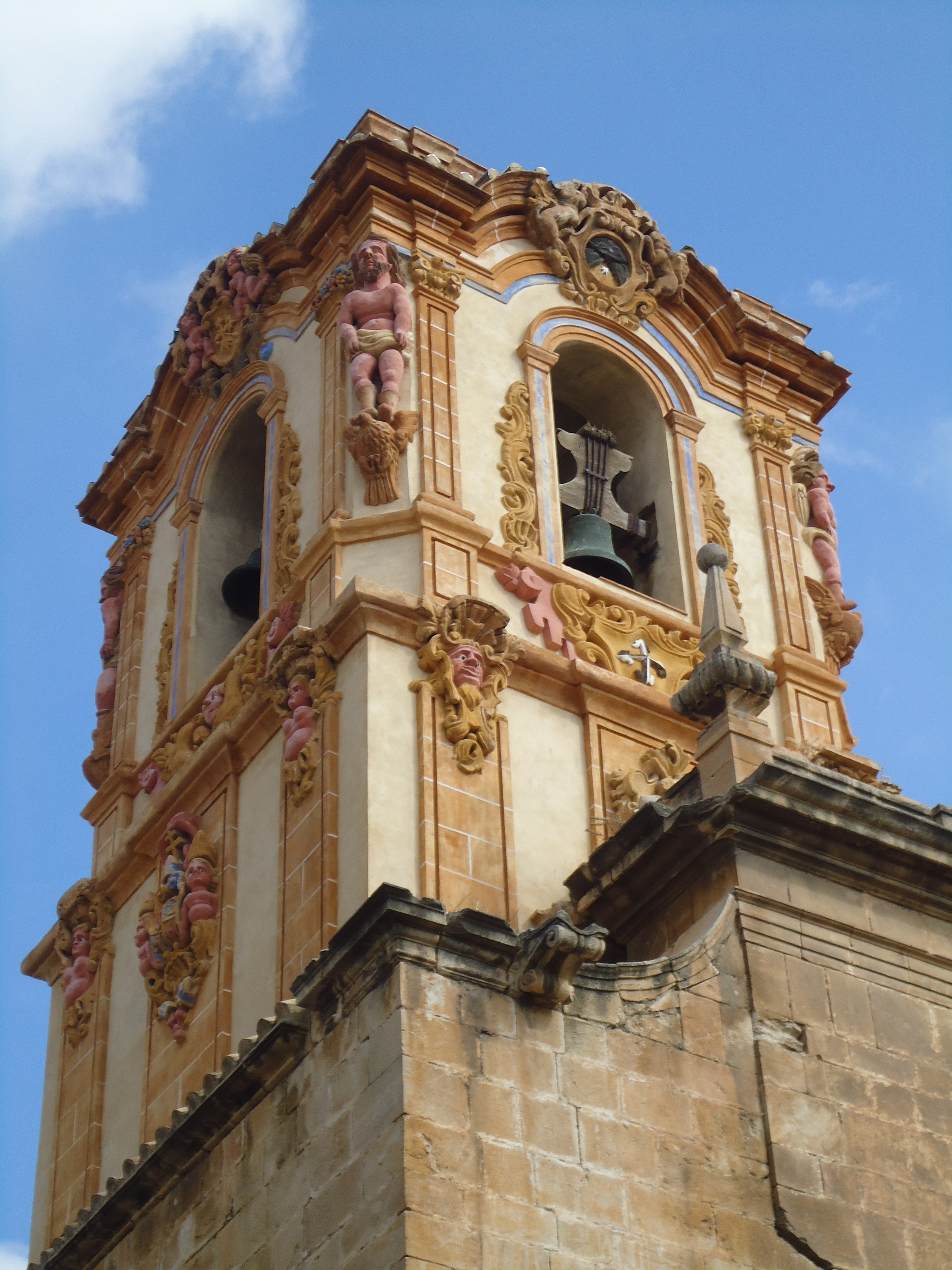
Torre de Sant Doménec.

La torre, d'estil barroc, planta quadrada i construïda en rajola, va ser realitzada a mitjan segle xviii per a la substitució de l'anterior campanar renaixentista. Presenta decoració d'àngels, humanoides sobre aus i heràldica. Anteriorment va posseir una cúpula. Destaca el seu gran colorit i abundància de detalls, en contrast amb la resta de la façana, sòbria i uniforme.

## Claustres
El convent de Sant Doménec posseeix dos grans claustres: el claustre del convent, d'estil renaixentista, i el claustre de la universitat, d'estil barroc.

### Claustre del Convent
Conegut també com a claustre Major o del Col·legi, el claustre del Convent és el claustre central del recinte. Enjardinat i amb un estil renaixentista, es va construir a principis del segle xvii sota el disseny d'Agustín Bernardino. El claustre està constituït per dos cossos d'arcs de mig punt que en l'inferior els arcs reposen sobre pilastres i en el superior sobre semicolumnes jòniques. Les galeries del cos superior van ser tancades al segle xviii.

L'escala que puja a les cel·les monacals, situades entre el claustre del convent i el de la universitat, és una atrevida peça arquitectònica sostinguda pels murs i sense recolzament en terra. Destacable és el seu artístic sostre de fusta amb cúpula poligonal, doncs va ser reproduït al Poble Espanyol de Barcelona.

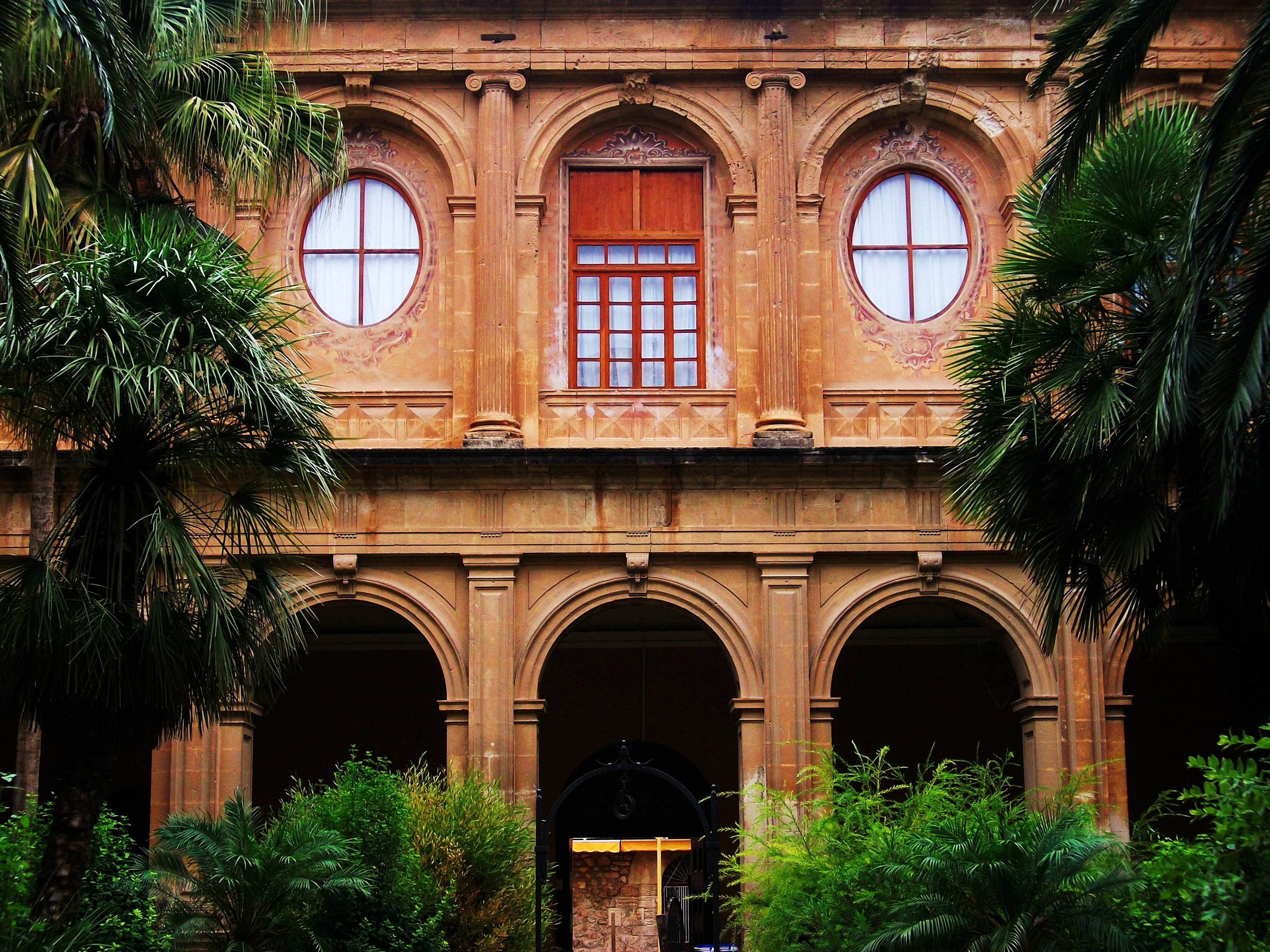
Claustre major.
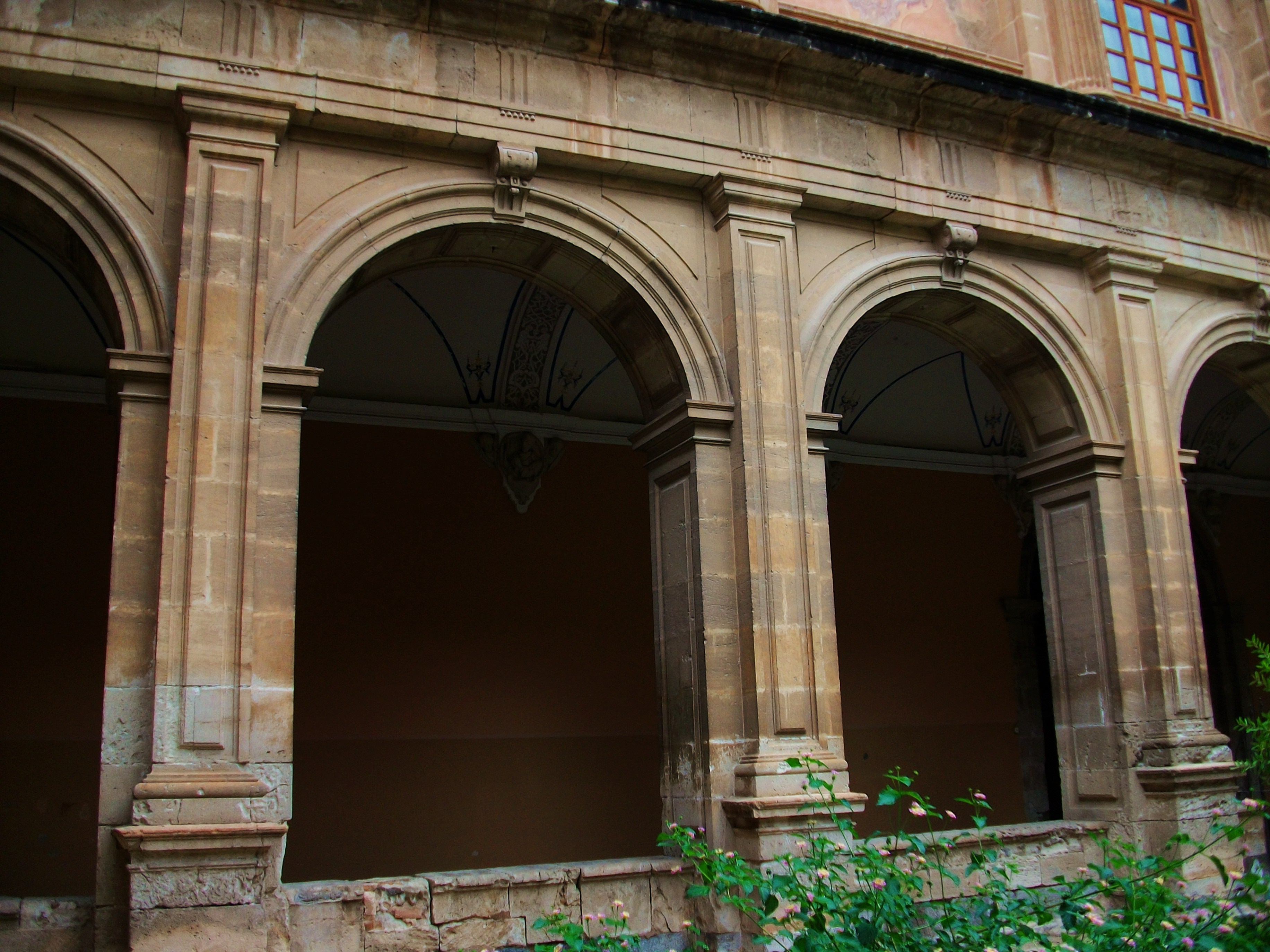
Cos inferior.
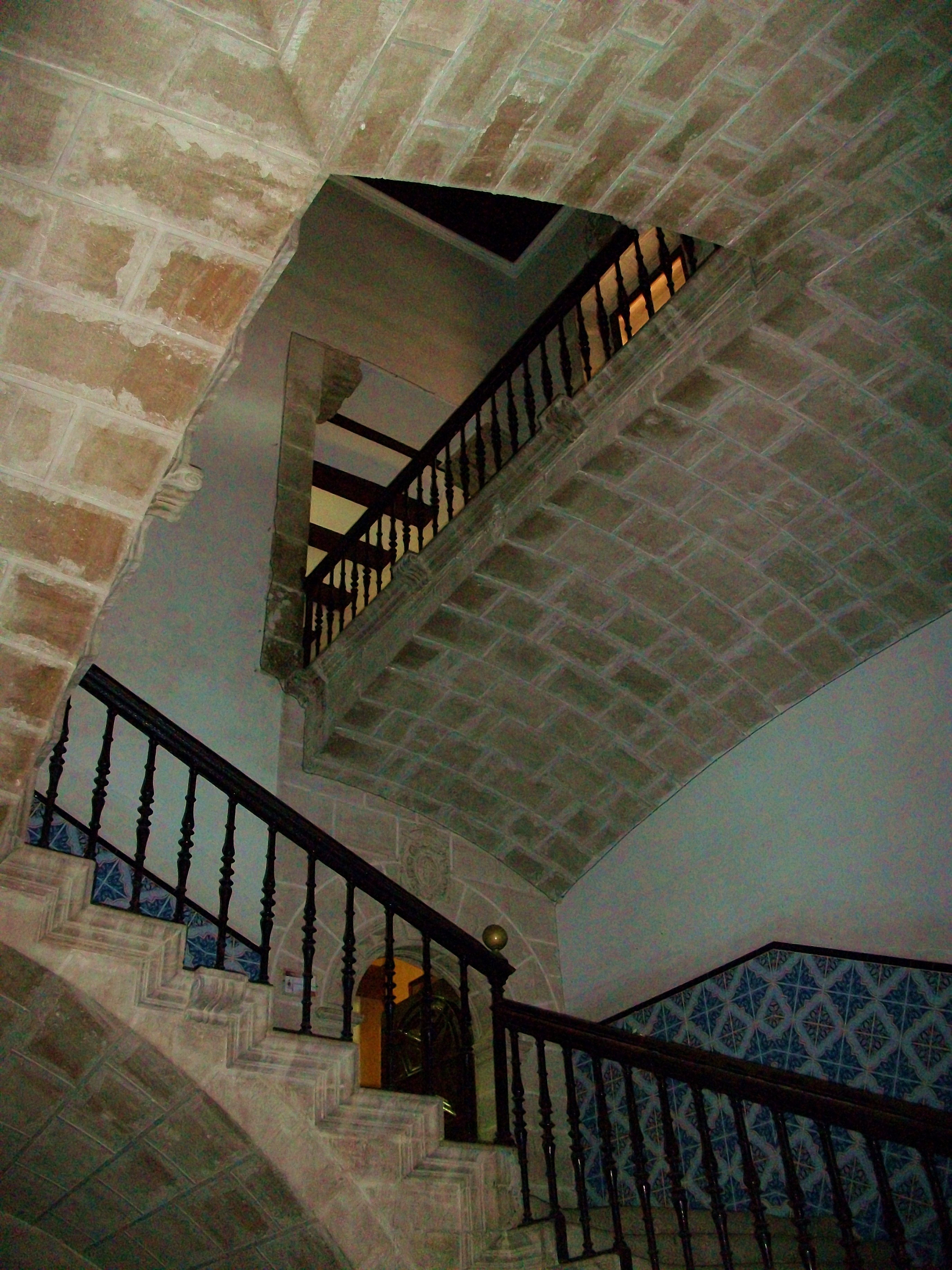
Escala.

### Claustre de la Universitat
El claustre de la Universitat, conegut també com de les Aules, va ser construït entre els anys 1727 i 1737 sota l'estil barroc i va seguir el disseny de Francisco Raymundo. Igual que el del Convent, també està compost de dos cossos d'arcs de mig punt, recolzats sobre columnes d'ordre compost i fust llis. Destaca la seua llaurada decoració heràldica figurant en els carcanyols dels arcs. Alguns exemples dels escuts que hi apareixen són, entre d'altres, els d'Espanya, Calatrava i dels papes de l'Església catòlica.

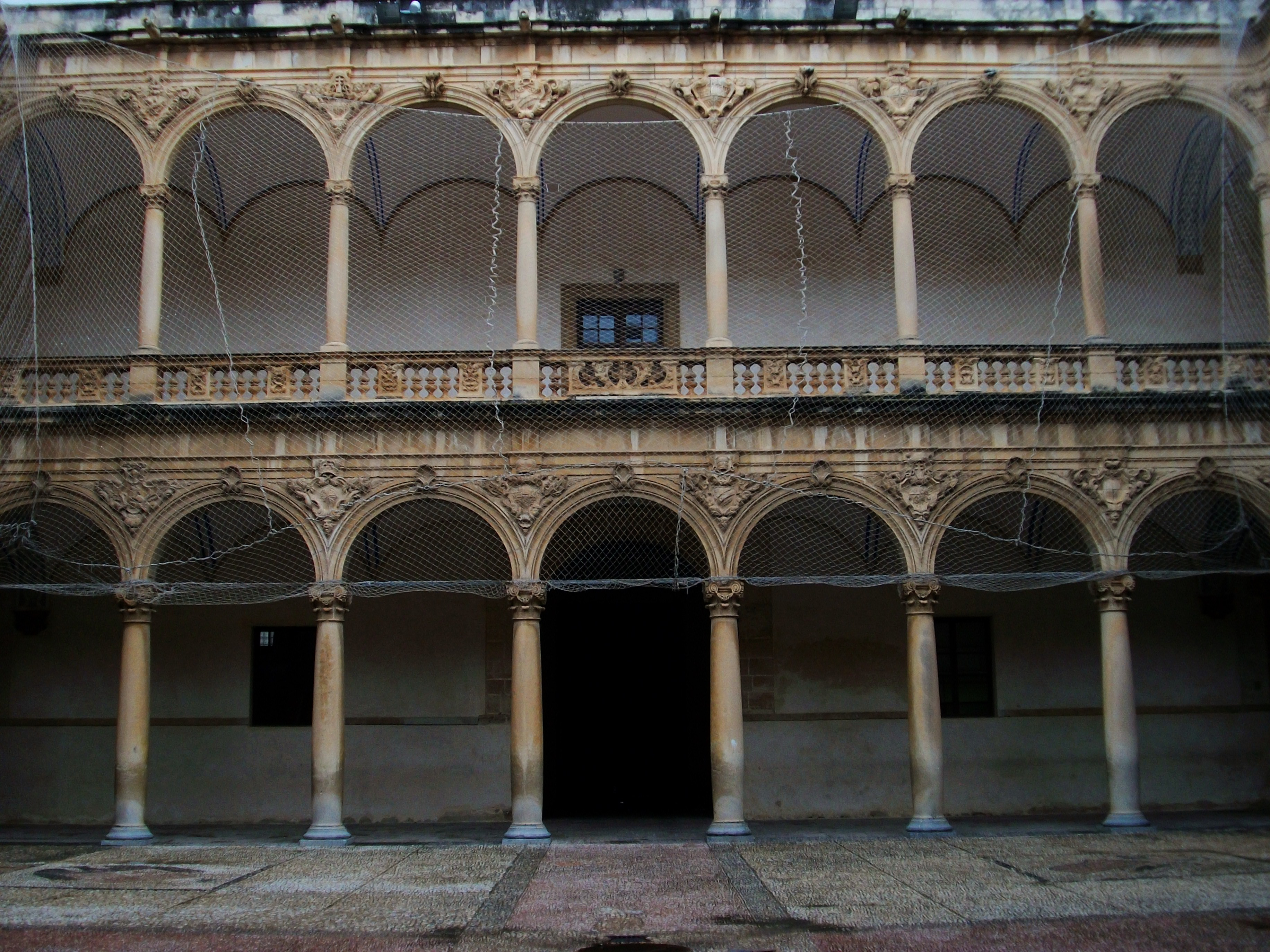
Claustre de les Aules, durant la seua restauració.
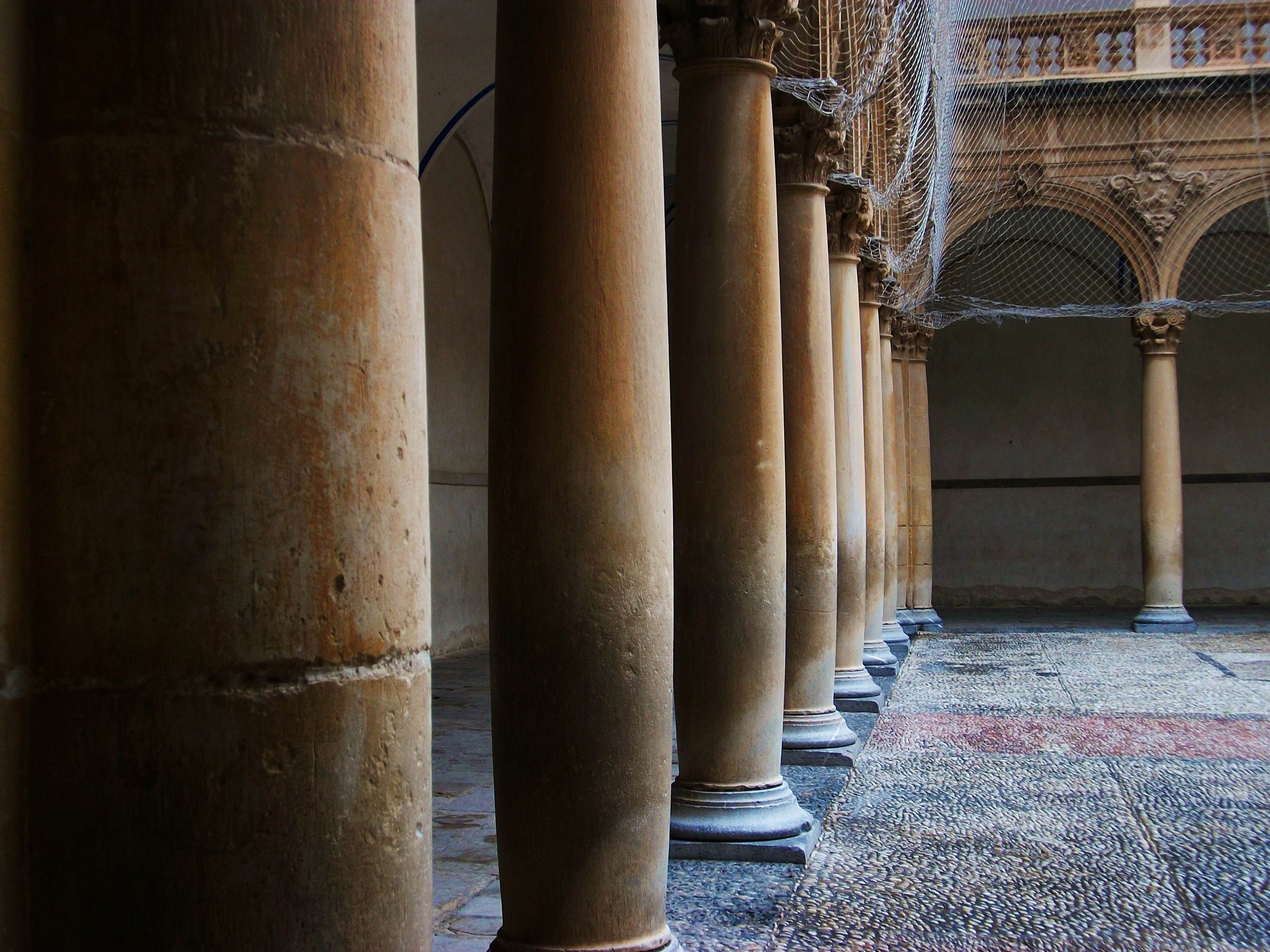
Cos inferior.
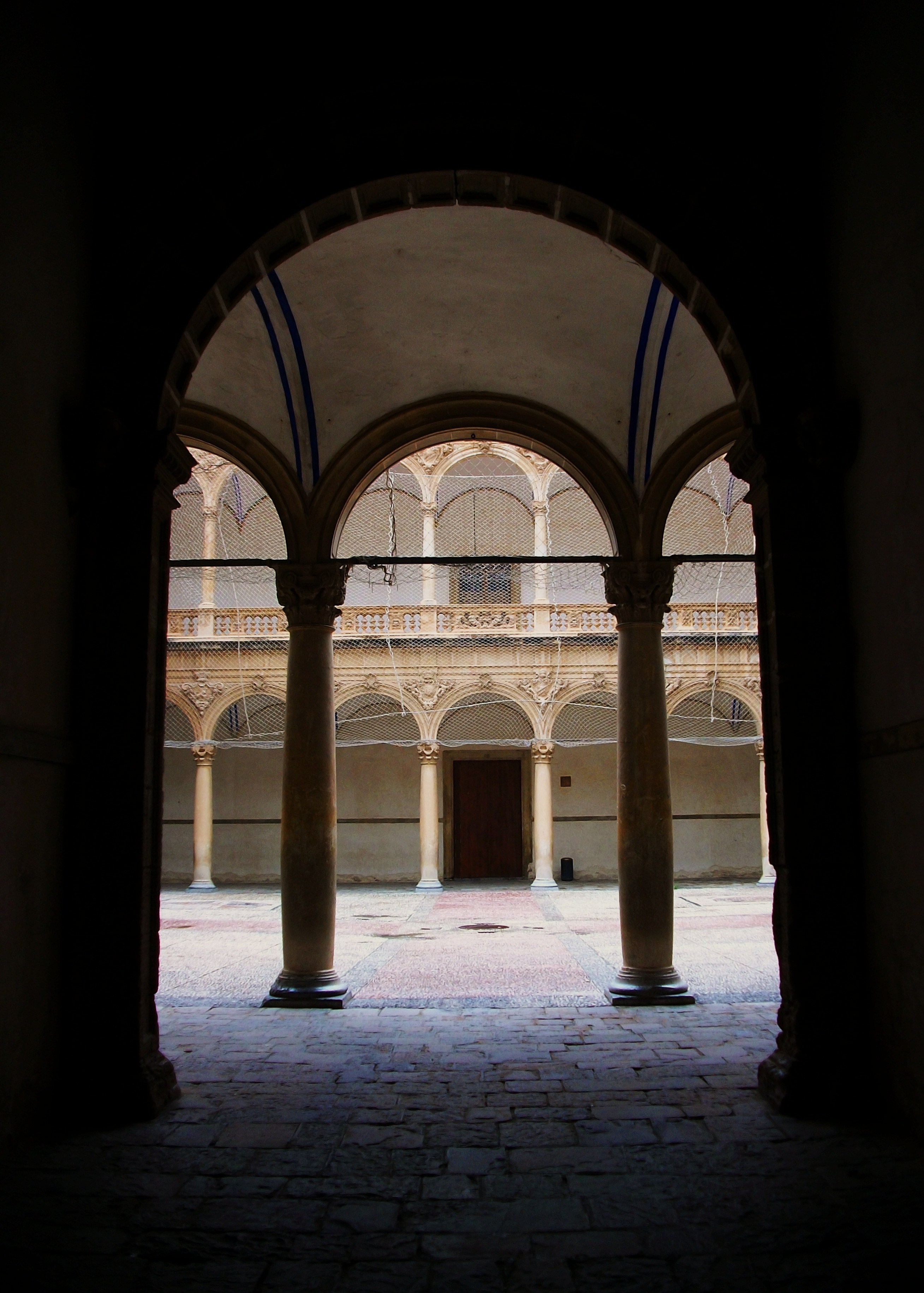
Entrada.
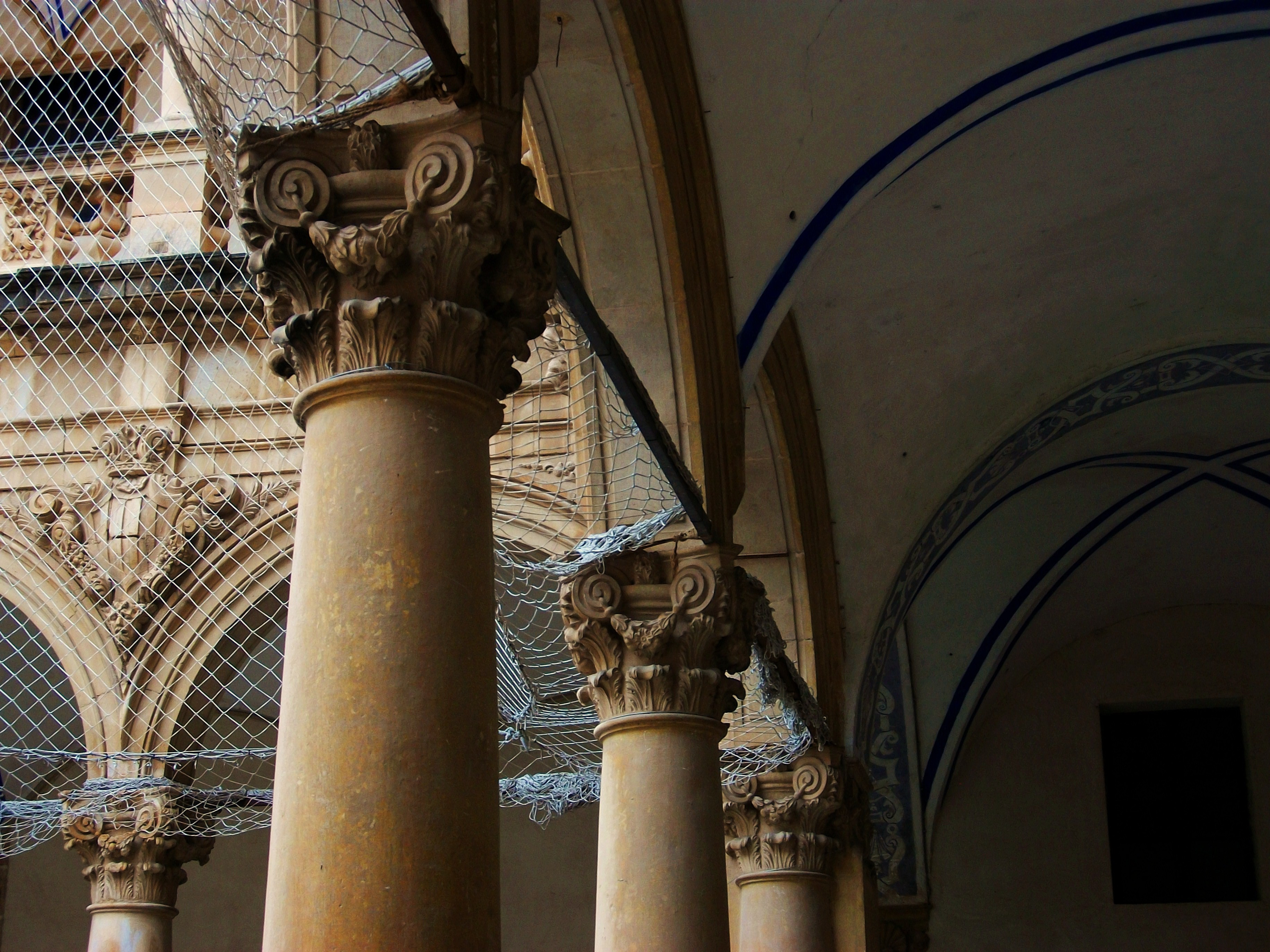
Detall.

## Església

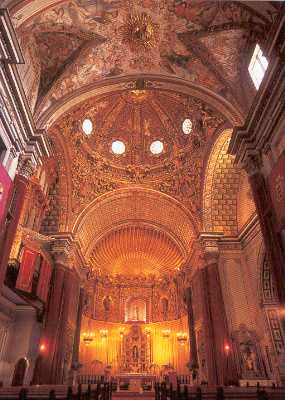
Interior de l'església.

L'església, del segle xvii i dissenyada per Pedro Quintana, és de nau única amb volta de mig canó. Amb capelles situades entre els contraforts, amb creuer i cúpula en la unió del creuer amb la nau, el temple destaca per l'abundant i fascinant decoració barroca interior, realitzada entre els segles XVII i xviii.
Bartolomé Albert va ser l'encarregat de realitzar les obres de pintura i daurat de les voltes de l'interior. A l'interior es conserven obres de diversos autors, com Antonio de Villanueva, Camacho Felices, Bartolomé Albert o Nicolás Borrás.

## Altres
A banda dels elements principals, també mereixen esment obres com:
- La portada d'accés a la sagristia, realitzada per Juan Inglés en l'últim terç del segle xvi. Té un esquema d'arc de triomf sobre el qual es recolza un templet.[19]

- El refectori de l'antic convent, de planta rectangular cobert de nervadures gòtiques del segle xvi. Destaca un sòcol de rajoleria valenciana del segle xviii, considerat com un dels més importants exemples de tot el País Valencià.[20]

- El sostre del corredor que uneix un claustre amb l'altre, per la seua llaurada ornamentació.[8]

- L'orgue, del segle xviii, i la pila baptismal, obra de Juan Bautista Borja, destacable per la seua tapadora decorada amb motius iconogràfics de la Jerusalem bíblica i el Baptisme de Crist.[19]

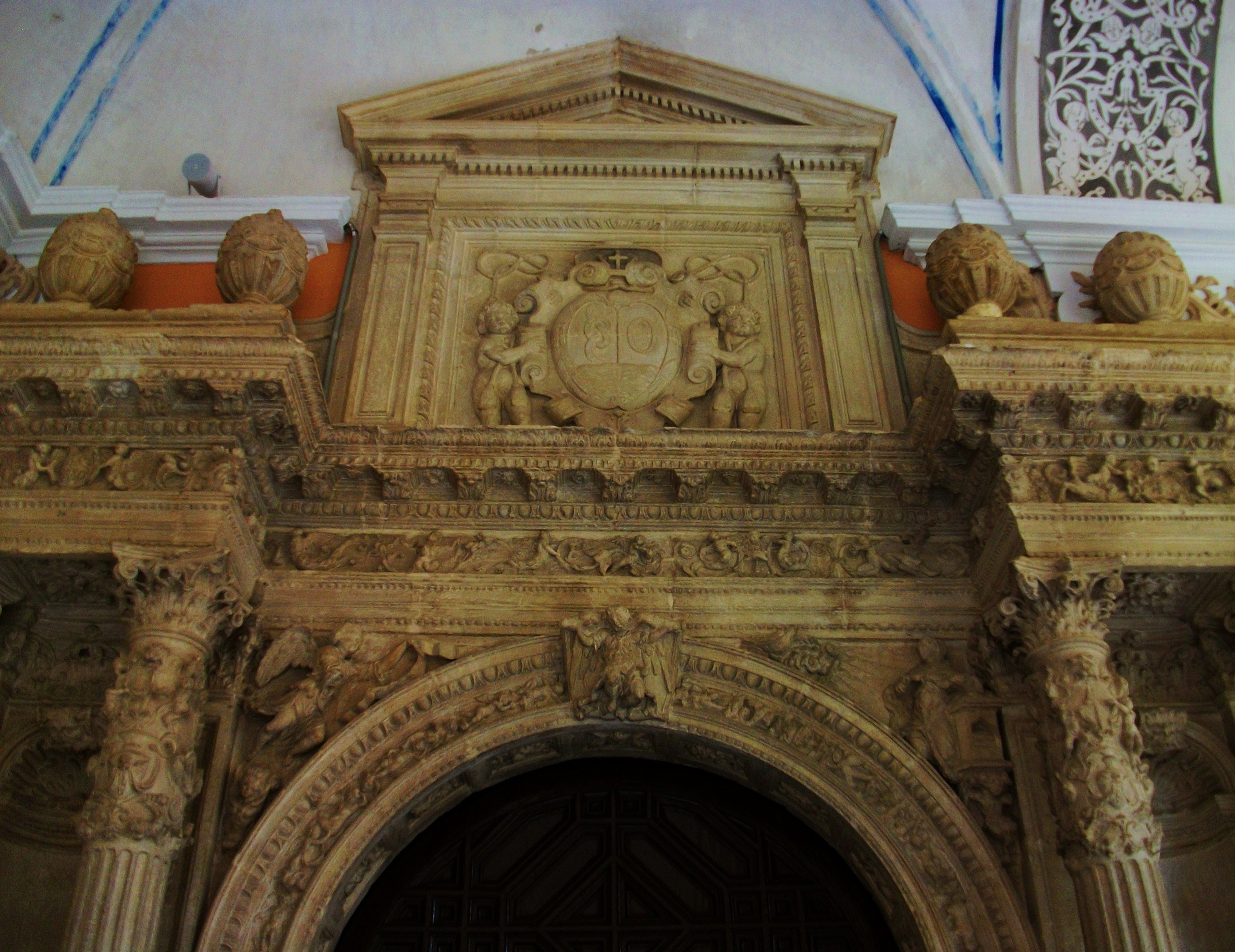
Porta de la sagristia.
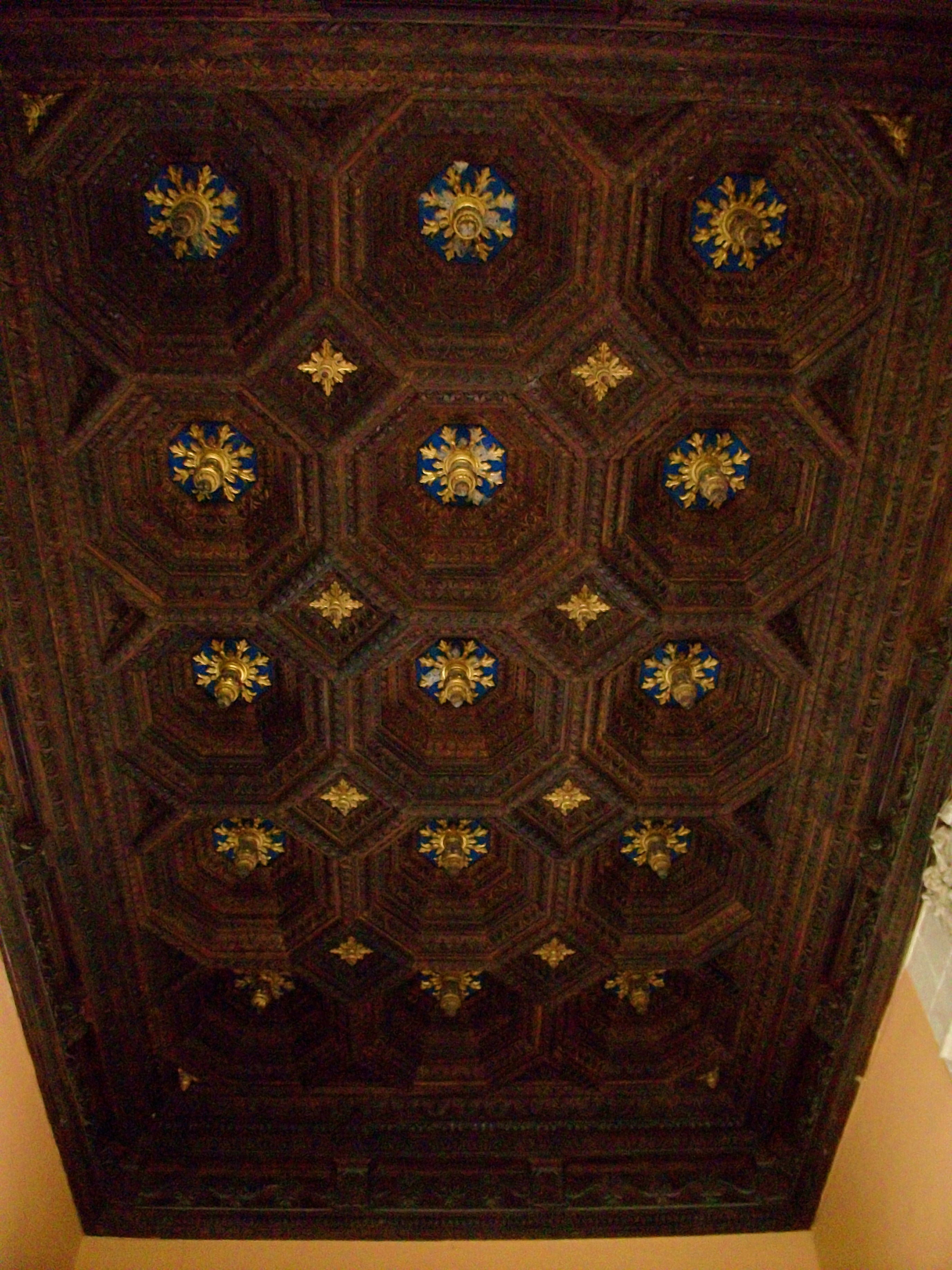
Sostre del corredor.